# کالینوو (استان بلگورود)
کالینوو (انگلیسی: Kalinovo, Belgorod Oblast) یک شهرک در بخش کراسنوگفاردیسکی استان بلگورود کشور روسیه است.